# 巴波姆战役

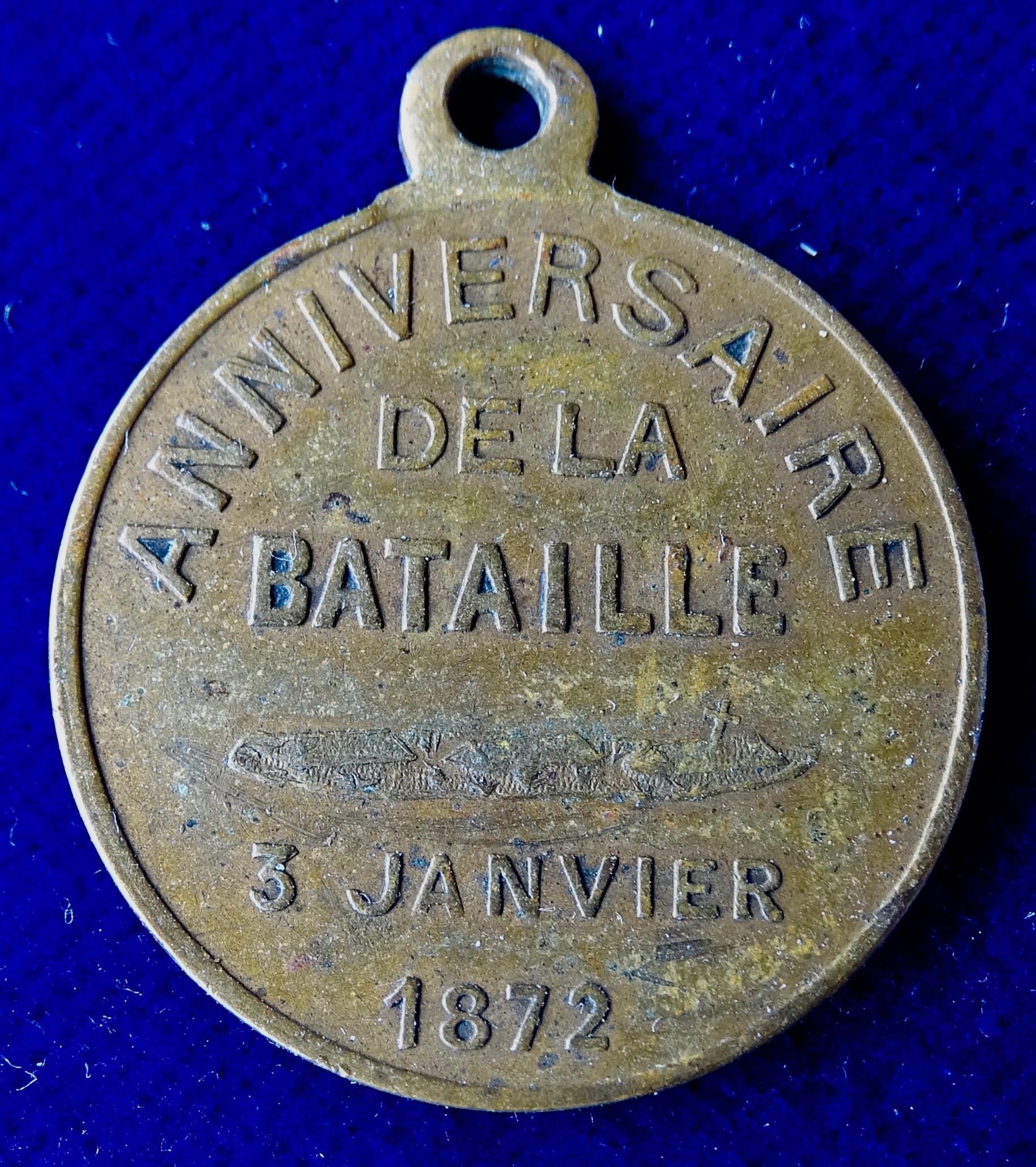
巴波姆战役，法国记念章，正面

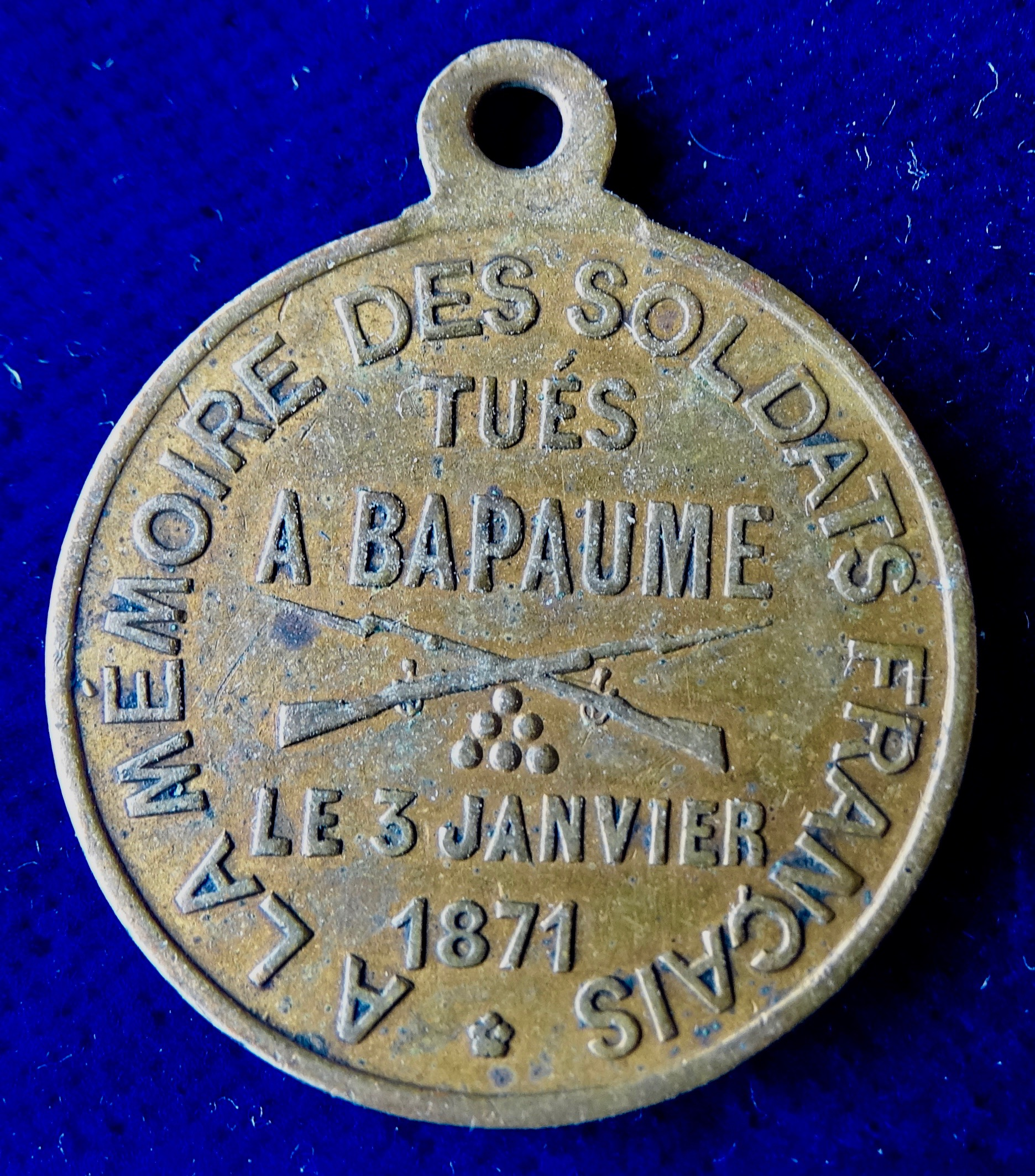
巴波姆战役，法国记念章，反面

巴波姆战役（法語：Bataille de Bapaume），是1871年1月2日至3日普法战争期间，法国北方军团为解除普鲁士对佩罗讷的包围，在加来海峡省的巴波姆所展开的一场战役。

## 战役背景

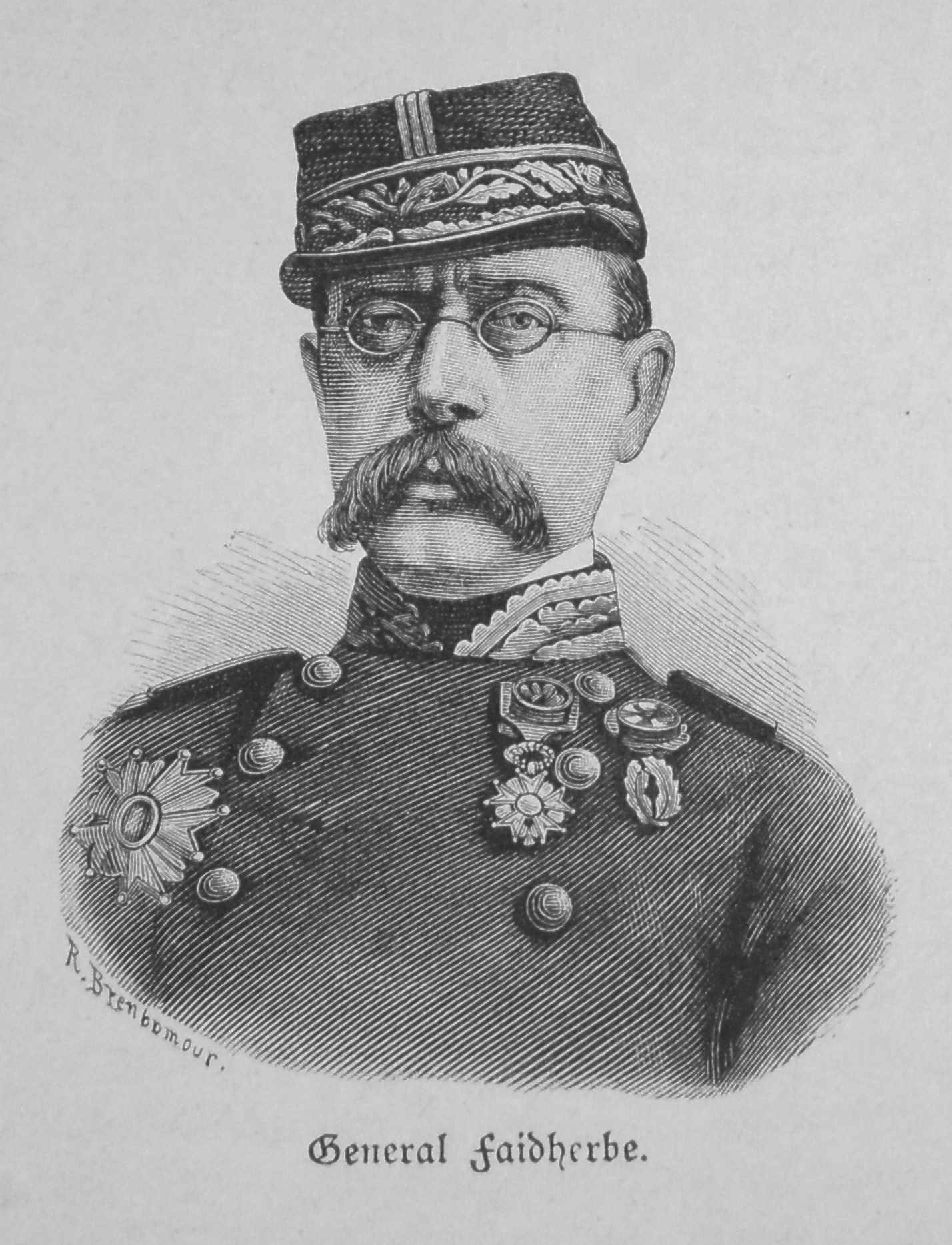
法军将领，路易·费代尔布

1870年12月25日，普鲁士与法兰西帝国在阿吕河战役的结束后，普军在法国北方军团的后方逼近，法军在路易·费代尔布的指挥下，有条不紊地向北撤退到阿拉斯和杜埃。12月27日，法军停止了移动，在方普-科尔贝姆的位置上建立防线，并在当地进行休整和招募新的部队。
埃德溫·馮·曼陀菲爾男爵在占领亚眠和鲁昂之后，便一直向佩罗讷的要塞进军，因为它威胁着法国北部的普鲁士军队的补给线，该堡垒是法国在索姆河上的最后一个据点。1870年12月28日，普军开始围攻和轰炸佩罗讷，法军于12月31日开始重新推进，以威胁普鲁士北方的补给线，震慑普军的围攻行动。1871年1月1日，法军的各个支援部队在博兰聚集，使总人数大约有3万3000人。普军面临的不利条件是人手不足，为了保护后方的重要据点和补给路线，必须同时为亚眠和鲁昂部署部队，而由冯·巴尔尼科将军率领的第16师正在围攻佩罗纳，因此无法调动。

## 战役过程

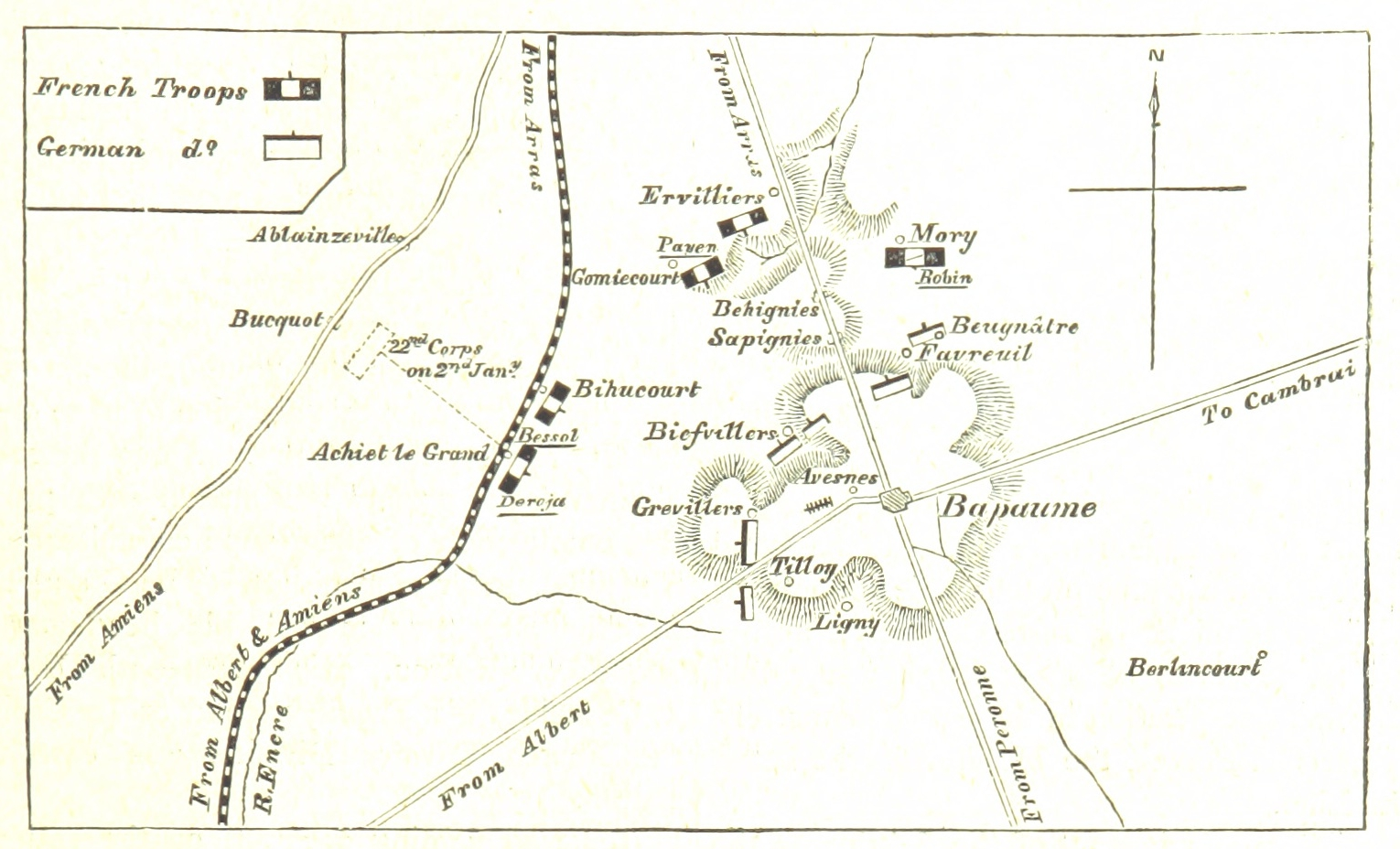
巴波姆战役地图

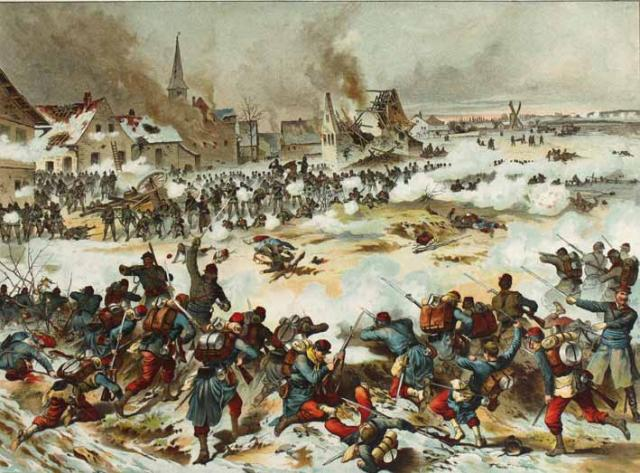
1971年1月3日，法军在巴波姆的村庄外战斗

1871年1月2日，法军到达比耶夫维莱尔莱巴波姆北部附近，与法军对垒的是冯·库默将军率领下第15师。在阿吕河战役结束后，第15师一起跟随了撤退的法军，并前进到了巴波姆地区部署。法军于上午9:30对这支第15师的部队展开进攻，并俘虏了240名普军。普军在法军的压制下撤退到米罗蒙，但是，由于法军对是否进行追击的决定上犹豫不决，因此未能争夺更大的胜利。
费代尔布为解救佩罗讷的围攻采取行动，对巴波姆和周边地区的普军展开攻势。1月3日，普军固守在自己的阵地上防御，并顽强抵抗法军的进攻，但在法军的强大攻势下，普军也逐渐不敌。由于局势日益不利以及法国炮火不断，普军开始撤离以等待增援部队到达，到了下午，普军的增援部队开始到达，并守住了剩下的阵地，随着夜幕降临，两军的战斗结束。法军当天损失了53名军官和2066人，普军损失了52名军官和698人。

## 结果
在这场战役中，普法双方都未能取得决定性的胜利。尽管法军的士兵在数字上超越了普鲁士军队，但他们未能利用自己的优势，达到歼灭普鲁士第15师的目的。冯·库默指挥的第15师在普鲁士亲王弗里德里希亲王的支队和奥古斯特·卡尔·冯·格本的第3骑兵师的支援下，在巴波姆起了半天的抵抗作用，但普鲁士军队也几乎精疲力竭和弹药用光，因此未能收回被法军占领的阵地。
到了1月4日，冯·格本下令普军向索姆河后方撤退，法军也因此取得战术上的胜利，但是在同一晚，费代尔布也宣布放弃该地区的占领，下令北方军团撤离，这使得普军的撤退变成多余了。普军对佩罗纳的包围一直持续到1月9日，随着要塞的投降而结束，从战略上讲，巴波姆战役对普鲁士来说是成功的。在佩罗纳的要塞投降后，普鲁士军队迅速接受了增援，并两周后在圣康坦战役中再次对战费代尔布的北方军团。